# タニヤマヒロアキ
タニヤマ ヒロアキ（1984年5月23日 - ）は、日本のソングライター、編曲家、音楽プロデューサー、マネージャー。宮崎県都城市出身。

## 経歴
幼少時にピアノを習い、中学生の頃バンドでギター、ドラムを担当。大学ではジャズドラムを学ぶ。
大学卒業後は1年間海外を放浪、帰国後はバーテンダーなどを経て、25歳で作家デビュー。作家となるきっかけは、レコーディングディレクターのアシスタントをしていた頃「世に出る音楽がどうやってる作られるかを知るためには、自分で音楽を作ってみればよいのでは?」とのアドバイスを受けたことから。
エンジニアの慎秀範、林惇太と「DCG ENTERTAINMENT」を構成。BELLRING少女ハート（後のTHERE THERE THERES）の楽曲制作を担当する一方、2016年には自らアイドルグループ・ヤなことそっとミュートを結成。ヤなことそっとミュートではマネージメントとパフォーマンスを担当。DCG ENTERTAINMENT代表の慎は、アイドル運営のノウハウを得るため、アイドル（フラップガールズスクール）のマネージャー経験のあるタニヤマに声をかけたという。
2017年より、BELRING少女ハート/THERE THERE THERESディレクターの田中紘治とのタッグでサイケデリックトランスアイドルユニット・MIGMA SHELTERの音楽プロデューサーを務める。
2019年、ヤなことそっとミュートの運営を離脱、同年TONIC合同会社を設立、吉祥寺にレンタルダンススタジオ「TONIC DANCE STUDIO」を開設。

## 作品
愛乙女★DOLL→愛乙女☆DOLL
「LOVE&PEACE」（作曲・編曲（「7th fall Project」名義））
「君とゆびきり」（作曲・編曲（「7th fall Project」名義））
「☆U☆」（作曲・編曲（「7th fall Project」名義））
「Wake up girls!」（作曲・編曲（「7th fall Project」名義））
「SUNNY DAY JOURNEY」（作詞・作曲・編曲）
Doll☆Elements
「ミラクル☆エレメンツ」（作詞・作曲・編曲）
Luce Twinkle Wink☆
「恋色♡思考回路」（作曲・編曲）
「ヒカリ」（作曲・編曲）
「ポラリス」（作曲・編曲）
Ange☆Reve
「ココからイマジネーション」（作詞・作曲・編曲）
じぇるの！→Jewel☆Neige
「やっぱキミがいい」（作詞・作曲・編曲）
「白い雪とマーガレット」（作詞・作曲・編曲）
「YELL」（作詞・作曲・編曲）
「Snow Flake Remind」（作詞・作曲・編曲）
Chu☆Oh!Dolly
「進め!ONE WAY!」（作詞・作曲・編曲）
Jewel☆Rouge
「思い出のルージュ」（作詞・作曲・編曲）
フラップガールズスクール
※いずれも黒澤直也との共作
「オープンスクールのうた」（作詞・作曲・編曲）
「つぼみ」（作詞・作曲・編曲）
「面舵イッパイ!」（作曲・編曲）
「夏色のLOVE AGAIN」（作曲・編曲）
BELLRING少女ハート
「the Edge of Goodbye」（作詞・作曲・編曲）
「rainy dance」（作詞・作曲・編曲）
「GIGABITE」（作詞・作曲・編曲）
「asthma」（作曲・編曲）
「憂鬱のグロリア」（作詞・作曲・編曲）
「すなっちゃん・なっぽー」（作詞・作曲・編曲）
「Beady Riot」（作曲・編曲）
There There Theres→THERE THERE THERES
「IKENIE」（作曲・編曲）
「There's something behind」（作曲・編曲）
「スナッキー」（作曲・編曲）
「Sunrise=Sunset」（作曲・編曲）
ヤなことそっとミュート
「ヤなことFriday」（作詞・作曲・編曲） - オープニングSE
「カナデルハ」（作詞）
「see inside」（作詞）
MIGMA SHELTER
「69」（CMJKプロデュース）、および以下の楽曲を除く全楽曲の作曲・編曲
「宵の歌」（作詞・作曲・編曲）
「Spider Line」（作詞・作曲（Tomohiko Togashiと共作））
「NAME」（作詞・作曲・編曲）
「TOKYO SQUARE」（作詞・作曲・編曲（Tomohiko Togashiと共作））
「明けの歌」（作詞・作曲・編曲（Tomohiko Togashiと共作））